# James Dennis Brady
James Dennis Brady (* 3. April 1843 in Portsmouth, Virginia; † 30. November 1900 in Petersburg, Virginia) war ein US-amerikanischer Politiker. Zwischen 1885 und 1887 vertrat er den Bundesstaat Virginia im US-Repräsentantenhaus.

## Werdegang
James Brady war nach seiner Schulzeit zunächst im Handel tätig. Nach einem Jurastudium und seiner Zulassung als Rechtsanwalt begann er in diesem Beruf zu arbeiten. Während des Bürgerkrieges diente er bis 1865 in einer Einheit aus dem Bundesstaat New York, die zum Heer der Union gehörte. Zwischen 1865 und 1877 war er Verwaltungsangestellter (Clerk) beim Corporation Court in Portsmouth. Zwischen 1877 und 1885 leitete er die Steuerbehörde im zweiten Finanzbezirk von Virginia. Gleichzeitig schlug er als Mitglied der Republikanischen Partei eine politische Laufbahn ein. In den Jahren 1880, 1888 und 1896 war er Delegierter zu den jeweiligen Republican National Conventions.
Bei den Kongresswahlen des Jahres 1884 wurde Brady im vierten Wahlbezirk von Virginia in das US-Repräsentantenhaus in Washington, D.C. gewählt, wo er am 4. März 1885 die Nachfolge von Benjamin Stephen Hooper antrat. Da er im Jahr 1886 auf eine erneute Kandidatur verzichtete,  konnte er bis zum 3. März 1887 nur eine Legislaturperiode im Kongress absolvieren. Von 1889 bis 1900 leitete Brady nochmals die Steuerbehörde im zweiten Finanzbezirk von Virginia. Zwischen 1888 und 1892 gehörte er dem Republican National Committee an. James Brady starb am 30. November 1900 in Petersburg, wo er auch beigesetzt wurde.